# Charles Harrelson
Charles Voyde Harrelson (Lovelady, Texas; 23 de julio de 1938-ADX Florence, Colorado; 15 de marzo de 2007) fue un criminal estadounidense condenado por matar a John H. Wood Jr., el primer juez federal estadounidense asesinado en el siglo XX. Charles Harrelson fue el padre del actor Woody Harrelson.

## Biografía
Charles Harrelson nació el 23 de julio de 1938 en Lovelady, Texas, hijo de Alma Lee (de soltera Sparks) (1907–2002) y Voyde Harrelson (1901–1976). Se casó cuatro veces, con Nancy Hillman Harrelson, Diane Lou Oswald, Jo Ann Harrelson y Gina Adelle Foster. Harrelson trabajó como vendedor de enciclopedias en California y como jugador profesional. En 1960, fue declarado culpable de robo a mano armada.
Uno de los hijos de Harrelson, Woodrow Tracy (nacido el 23 de julio de 1961), más conocido como Woody Harrelson, llegó a ser un reconocido actor de cine y televisión. Según Woody, su padre desapareció de la casa familiar en Houston en 1968, dejando a su esposa Diane la crianza de Woody y sus dos hermanos. Woody perdió el rastro de su padre hasta 1981, cuando se supo la noticia del arresto de Harrelson por el asesinato del juez Wood. Durante una entrevista en noviembre de 1988, Woody reveló que visitaba a su padre regularmente en una prisión federal, y dijo:

Mi padre es una de las personas más elocuentes, cultas y encantadoras que he conocido. Aun así, ahora estoy evaluando si merece mi lealtad o amistad. Lo veo como alguien que podría ser un amigo más que alguien que era un padre.

Defendido por Percy Foreman, Harrelson fue juzgado por el asesinato de Alan Harry Berg el 28 de mayo de 1968 (sin relación con el DJ de radio de Denver Alan Berg, asesinado más adelante por supremacistas blancos). El 22 de septiembre de 1970, fue absuelto por un jurado en Angleton (Texas). El asesinato está narrado en las memorias Run Brother Run del hermano de la víctima, David Berg.
Luego, Harrelson fue juzgado por el asesinato de Sam Degelia, residente de Hearne (Texas) en 1968, como un asesinato a sueldo. Supuestamente Harrelson recibió 2000 $ por el asesinato de Degelia, un comerciante de cereales y padre de cuatro hijos que fue asesinado en McAllen (Texas). 
Su primer juicio terminó con un jurado estancado, aunque Pete Scamardo también fue juzgado en el caso, declarado culpable de ser cómplice del asesinato y sentenciado a siete años de libertad condicional. Harrelson fue juzgado nuevamente en 1973, condenado y sentenciado a 15 años de prisión. En 1978, después de cumplir cinco años, fue liberado tempranamente por buen comportamiento.
Poco después de que Harrelson fuera puesto en libertad condicional en 1978, él y su entonces esposa, Jo Ann, estuvieron implicados en otro asesinato. El 29 de mayo de 1979, el juez de distrito de Estados Unidos John H. Wood Jr. fue asesinado a tiros en el aparcamiento de su casa de San Antonio (Texas). Harrelson fue condenado por este crimen después de ser contratado por el traficante de drogas Jamiel Chagra, de El Paso (Texas). Wood, apodado «Maximum John» debido a su reputación de dictar largas sentencias por delitos de drogas, originalmente había programado para que Chagra compareciera ante él el día de su asesinato, pero el juicio se había retrasado. Harrelson fue detenido con la ayuda de un aviso anónimo y una grabación de una conversación que ocurrió durante una visita de Joe Chagra a su hermano Jamiel en prisión. Harrelson afirmó en el juicio que él no mató al juez Wood, sino que simplemente se atribuyó el asesinato para poder reclamar un gran pago de Chagra. En 2003, Chagra se retractó de sus declaraciones anteriores, afirmando que otra persona y no Harrelson había disparado al juez Wood. El hijo de Harrelson, Woody, luego intentó anular la condena de su padre para asegurar un nuevo juicio, aunque sin éxito. Chagra murió de cáncer en julio de 2008.

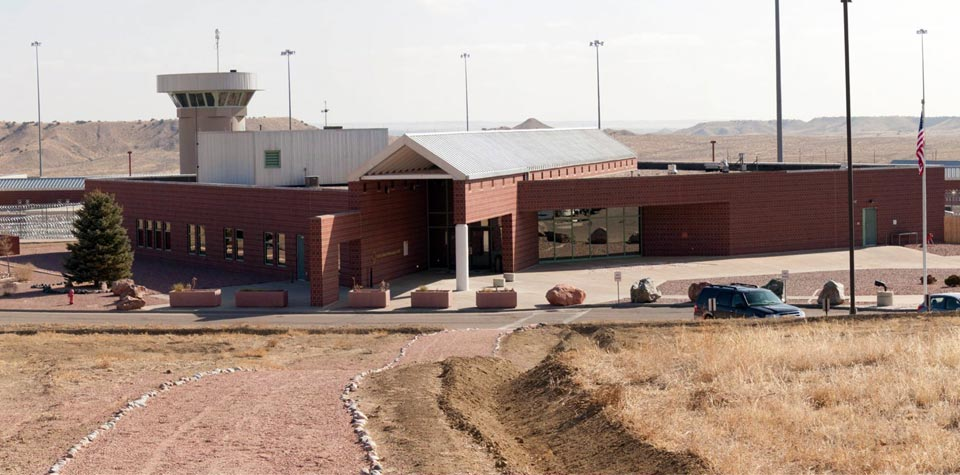
ADX Florence, donde Harrelson fue transferido después de su intento de fuga.

El 4 de julio de 1995, Harrelson y otros dos reclusos, Gary Settle y Michael Rivers, intentaron escapar de la Penitenciaría Federal de Atlanta con una cuerda improvisada. Desde la torre de la prisión hicieron un disparo de advertencia y el trío se rindió. Harrelson fue posteriormente trasladado a la prisión de máxima seguridad ADX Florence en Florence (Colorado). En una carta a un amigo, Harrelson escribió que disfrutaba de su vida dentro de las instalaciones de máxima seguridad, y escribió que «no hay suficientes horas en un día para mis necesidades, de hecho... El silencio es maravilloso».
El 15 de marzo de 2007, a los 68 años, Harrelson fue encontrado muerto en su celda a causa de un ataque cardíaco.

## Medios de comunicación
Un podcast de 10 episodios titulado Son of a Hitman fue lanzado el 5 de mayo de 2020 por Spotify Studios en asociación con Tradecraft Media y con High Five Content. Fue producido y presentado por el periodista Jason Cavanagh, e investiga la legitimidad de las tres acusaciones de asesinato por las que Charles Harrelson fue juzgado, así como la posibilidad de que pudiera haber estado involucrado en el asesinato del presidente John F. Kennedy.